# 马尔谢维尔
马尔谢维尔（法語：Marchéville，法語發音：[maʁʃevil]）是法国厄尔-卢瓦省的一个市镇，属于沙特尔区。

## 地理
马尔谢维尔（48°22'3"N, 1°15'8"E）面积12.38 平方千米，位于法国中央-卢瓦尔河谷大区厄尔-卢瓦省，该省份为法国北部内陆省份，北起顺时针与厄尔省、伊夫林省、埃松省、卢瓦雷省、卢瓦-谢尔省、萨尔特省和奧恩省接壤。
与马尔谢维尔接壤的市镇（或旧市镇、城区）包括：塞尔奈、马尼、奥莱。

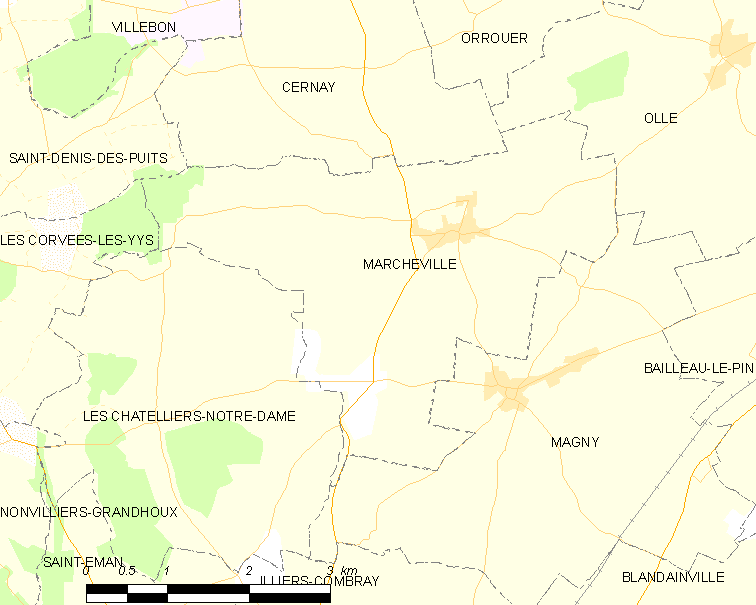
马尔谢维尔的OSM定位图

马尔谢维尔的时区为UTC+01:00、UTC+02:00（夏令时）。

## 行政
马尔谢维尔的邮政编码为28120，INSEE市镇编码为28234。

## 政治
马尔谢维尔所属的省级选区为伊利耶孔布赖县。

## 人口

1962-2008年间马尔谢维尔人口变化图示

马尔谢维尔于2022年1月1日时的人口数量为506人。